# Бакума Павло Федорович
Павло Федорович Бакума (13 березня 1911, село Рибці Полтавської губернії, тепер у складі міста Полтави Полтавської області — 5 листопада 1987, місто Москва, тепер Російська Федерація) — український радянський діяч, інженер-будівельник, президент Академії будівництва і архітектури Української РСР, голова Державного комітету РМ УРСР у справах будівництва (Держбуду Української РСР).

## Біографія
У 1931—1932 роках навчався в Полтавському будівельному інституті. У 1936 році закінчив Уральський індустріальний інститут у місті Свердловську.
У 1938—1947 роках — інженер, начальник управління Мартенбуду, начальник технічного відділу, начальник управління Прокатбуду, начальник управління Доменбуду, начальник управління Рудбуду, заступник головного інженера Магнітогорського металургійного комбінату («Магнітобуду») в місті Магнітогорську Челябінської області.
Член ВКП(б) з 1945 року.
У 1947—1952 роках — головний інженер, керуючий «Челябметалургбуду» Челябінської області.
У 1952—1957 роках — головний інженер,начальник «Головпівденуралметалургбуду» в місті Москві.
У червні 1957 — березні 1959 року — 1-й заступник голови та начальник управління будівництва і будівельних матеріалів Ради народного господарства Запорізького економічного адміністративного району.
30 березня 1959 — 20 квітня 1960 року — голова Державного комітету РМ УРСР у справах будівництва (Держбуду Української РСР) та член Президії Ради Міністрів Української РСР.
У 1960—1963 роках — президент Академії будівництва і архітектури Української РСР.
У 1963—1977 роках — член колегії та начальник управління науково-дослідних робіт і нової техніки Держбуду СРСР у Москві. У 1977—1987 роках — заступник голови науково-дослідної ради Держбуду СРСР.
Брав участь у будівництві Магнітогорського металургійного комбінату, Челябінського, Нижньо-Тагільського, Кузнецького та інших металургійних заводів, Саткінського хромо-магнезитового заводу, Башкирського мідеплавильного заводу і заводів кольорової металургії та хімії в містах Актюбинськ та Алга. Розробляв питання удосконалення наукових досліджень для підвищення технічного рівня будівництва та ефективності капіталовкладень.

## Нагороди
- ордени
- медалі
- Заслужений будівельник Української РСР (1961)